# Kosi (rzeka)
Kosi (nep. दुध कोसी – „Rzeka Mleczna”) – rzeka w Nepalu i Indiach, lewy dopływ Gangesu.
Powstaje z połączenia rzek Arun, Sunkosi i Tamar.
Długość rzeki wynosi 724 km. W środkowej części rzeki zapora, elektrownia wodna i zbiornik retencyjny.